# Transcriptase inverse
La transcriptase inverse ou rétrotranscriptase (en anglais reverse transcriptase ou encore RT) est une enzyme utilisée par les rétrovirus et les rétrotransposons qui transcrivent l'information génétique des virus ou rétrotransposons de l'ARN en ADN, qui peut s'intégrer dans le génome de l'hôte. Les eucaryotes à ADN linéaire utilisent la télomérase, une variante de la transcriptase inverse, avec le modèle d'ARN contenu dans l'enzyme elle-même. L'enzyme que l'on mentionne collectivement sous le nom de transcriptase inverse comprend en général une activité ADN-polymérase ARN-dépendante et une activité ADN-polymérase ADN-dépendante, lesquelles travaillent en synergie pour réaliser la transcription en sens inverse de la direction standard. Cette transcription inverse ou rétrotranscription permet comme son nom l'indique de transcrire à l'envers c’est-à-dire d'obtenir de l'ADN à partir d'ARN.
La transcription inverse d'ARN est un des mécanismes principaux permettant la génération de séquences répétées dans les génomes, en particulier les répétitions dispersées. Dans le génome des mammifères, les séquences LINE ou les rétrovirus endogènes contiennent ainsi souvent un gène codant une transcriptase inverse permettant la réplication et la multiplication de ces éléments mobiles.
La transcriptase inverse est utilisée dans le cadre d'une RT-PCR pour quantifier par exemple de l'ARN. En effet, la réaction en chaîne par polymérase (PCR) amplifie de l'ADN qui diffère de l'ARN par une différence de sucre (Désoxyribose pour l'ADN, Ribose pour l'ARN), ainsi que par une différence de base azotée (l'uracile (U) de l'ARN correspond à la thymine (T) de l'ADN), la RT effectue ce changement de base pour ainsi donner de l'ADN exploitable en PCR.

## Historique
La transcriptase inverse chez les virus est identifiée par Howard Temin à l'Université du Wisconsin à Madison lors de ses travaux sur les virions du sarcome de Rous, et indépendamment isolée par David Baltimore au MIT dans les virus de la leucémie murine et de Rous encore une fois,. Ils obtiendront pour cela le Prix Nobel de physiologie ou médecine en 1975 (avec Renato Dulbecco, celui-ci pour d'autres travaux sur l'oncogénèse).
C'est la détection de la transcriptase inverse dans des cultures de cellules infectées qui a permis la découverte du VIH en 1983 par Jean-Claude Chermann, Luc Montagnier et Françoise Barré-Sinoussi.

## Fonctionnement
La transcriptase inverse est communément utilisée dans la recherche, pour permettre d'utiliser une PCR classique grâce à des ARN. La technique classique de PCR se réalise uniquement grâce à des brins d'acide désoxyribonucléique, mais avec l'aide de la transcriptase inverse, l'ARN peut être transcrit en ADN, rendant l'analyse des ARN par PCR réalisable. La technique est donc couramment appelée Réaction de Polymérase en Chaine par Transcriptase Inverse (RT-PCR). La transcriptase inverse est également utilisée pour créer de l'ADN complémentaire à partir d'ARNm.
Puisque le VIH utilise la transcriptase inverse en plus d'intégrases, pour infecter l'ADN de l'être humain avec de l'ARN viral, les inhibiteurs de transcriptase inverse sont utilisés dans le but de stopper cette infection. Le virus de l'hépatite B utilise également la transcriptase inverse, mais de façon très différente.